# Bonnie Taylor
Bonnie Taylor es una serie de historietas creada en 1963 por el dibujante John Romita para la revista femenina Young Romance. Fue la primera de género romántico que gozó de continuidad en DC Comics, precediendo en un año a April O'Day, Hollywood Starlet.

## Trayectoria editorial
Bonnie Taylor se publicó desde el número 126, correspondiente a noviembre de 1963, hasta el 139, de diciembre de 1965/enero de 1966, de la revista Young Romance.
En castellano, sus aventuras aparecieron en la revista Susy, secretos del corazón de la mexicana editorial Novaro.

## Serialización
| Título original                              | N.º Publicación   | Fecha de publicación | Publicación en castellano                   |
| -------------------------------------------- | ----------------- | -------------------- | ------------------------------------------- |
| «Dreams Don't Count (Los Sueños no Cuentan)» | Young Romance 131 | 08-09/1964           | Susy, secretos del corazón 103 (12/03/1965) |
| Argumento:                                   |                   |                      |                                             |